# Pòquer

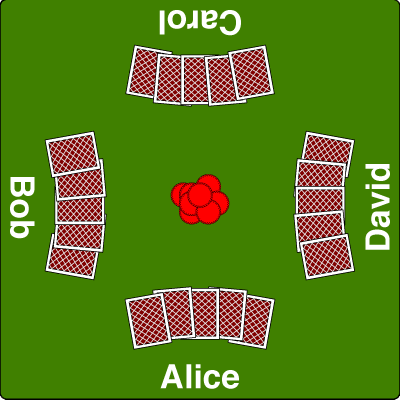
Taula de pòquer

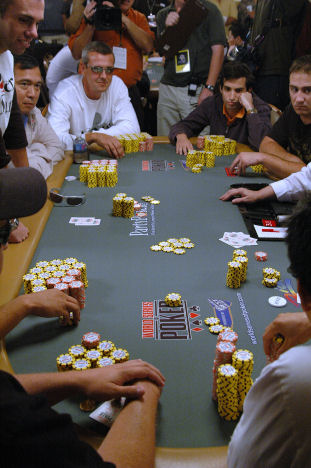

El pòquer (o, en anglès, poker) és un popular joc de cartes del tipus de jocs anomenats d'envit, on els jugadors, amb totes o part de les seves cartes ocultes, fan apostes sobre una licitació inicial, i després, la suma d'apostes és per al jugador o jugadors que tenen la millor combinació de cartes d'entre els que queden fins a l'aposta final. Actualment, és considerat un esport, com ho són els escacs o les dames xineses.
Per jugar, s'han d'aprendre, almenys, les regles bàsiques i procediments d'aquest joc (veure jugades del pòquer), els valors de les diverses combinacions de cartes (mans de pòquer), i les regles sobre els límits d'aposta (regles de les apostes de pòquer). També és útil familiaritzar-se amb els objectes que s'utilitzen en el joc.
Hi ha moltes variants de pòquer, entre les quals cal assenyalar el pòquer obert, pòquer tancat, pòquer de cartes compartides, i pòquer assortit.
Els més jugats de les primeres tres categories són cinc tancat, set obert, i el Texas hold 'em; cadascuna d'aquestes variants és un bon punt de partida per a aprendre els jocs d'aquest tipus.

## Història

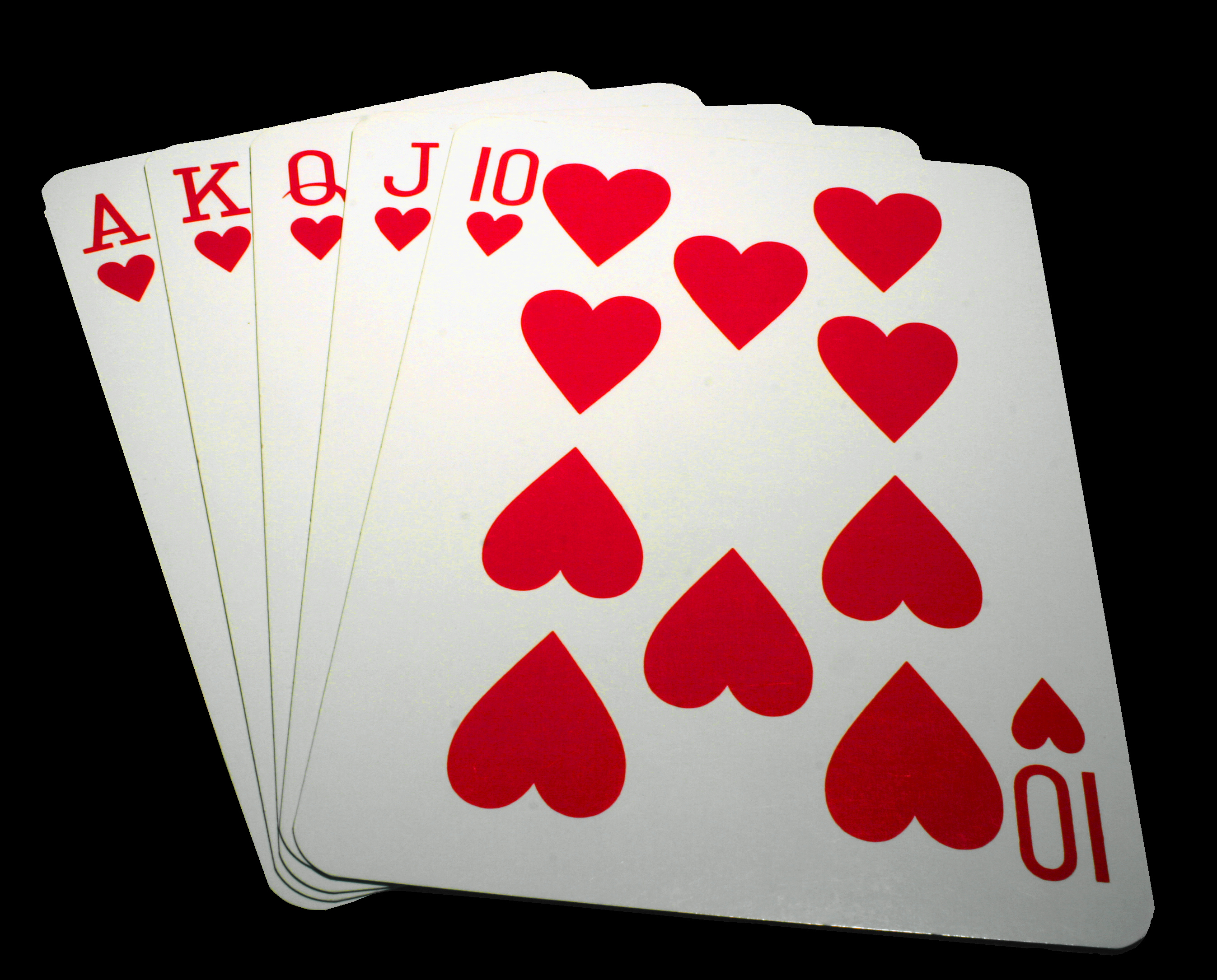
Escala reial

La història del pòquer és un tema a debat. El nom del joc sembla que ve del francès poque, que al seu torn ve de l'alemany pochen (= 'copejar'), però no és clar si els jocs als quals es refereixen aquests noms van ser els veritables orígens del pòquer.
És molt semblant al joc persa as nas, i pot ser que els mariners perses l'ensenyessin als colons francesos a Nova Orleans.
Es creu que comparteix paternitat amb l'antic joc del renaixement, anomenat primer i el francès "blean". El joc anglès brag (de l'antic bragg), venia clarament de brelan i va incorporar el bluffing catxa, engany (encara que el concepte ja era conegut en altres jocs d'aquella època).
És bastant plausible que tots aquests jocs antics influïssin en el desenvolupament del pòquer tal com existeix en l'actualitat.
L'actor anglès Joseph Crowell descrivia el joc tal com es jugava a Nova Orleans en 1829: jugat amb una baralla de 20 cartes, quatre jugadors apostaven sobre quina mà de cartes era la de major puntuació.
El llibre de Jonathan H. Green: An Exposure of the Arts and Miseries of Gambling (Una exposició de les arts i misèries de les apostes) (G. B. Zieber, Philadelphia, 1843), descriu l'expansió d'aquest joc per la resta del país, a través de les barcasses del riu Mississippi, on les apostes eren un entreteniment comú.
Poc després d'aquesta expansió, es va utilitzar la baralla de cartes anglesa completa de 52 cartes i es va introduir la jugada «color» (tenir cinc cartes no consecutives del mateix pal, per exemple cinc trèvols). Durant la Guerra Civil Americana, es van afegir moltes coses, fins i tot el pòquer de descart, pòquer descobert i el pòquer de seqüència. A aquests els van seguir més afegits, de tendències americanes, com wild card (al voltant de 1875), lowball i split-pot poker (al voltant de 1900), i els jocs de pòquer de community card.
L'expansió del joc a altres països, particularment a Àsia, se sol atribuir a l'Exèrcit dels Estats Units. El joc i argot del pòquer han arribat a ser part important de les cultures americana i anglesa.
Frases com ace in the hole = un as a la màniga, beats em = ni idea, blue chip = de primera, call the bluff = veure una catxa (adonar-se que algú fatxendeja), cash in = treure partit, poker o poker face = fer cara de pòquer (referint-se a no mostrar cap expressió al rostre), stack up = avançar-se, wild card = carta comodí i altres, són usades en converses quotidianes, fins i tot fora del seu context de la taula de pòquer.
El torneig modern es va fer popular als casinos americans després del començament de les sèries mundials de pòquer el 1970. Va ser també durant aquesta dècada quan van aparèixer els primers llibres seriosos sobre estratègia; en particular Theory of Poker de David Sklansky, o Super system de Doyle Brunson. Les retransmissions via satèl·lit i cable dels tornejos han afegit popularitat al joc.
S'anomena Flor Imperial o Escala Reial (o Straight flush o Royal Straight Flush, de l'anglès) una combinació de 5 cartes consecutives del mateix pal del 10 a l'As. Només hi ha quatre combinacions possibles de la flor imperial.

### Classificació de les jugades
| #  | Jugada                       | Jugada en anglès     | Descripció                                                          | Exemple         | Combinacions Possibles |
| -- | ---------------------------- | -------------------- | ------------------------------------------------------------------- | --------------- | ---------------------- |
| 1  | Escala Reial o Flor Imperial | Royal Straight Flush | 5 cartes consecutives del mateix coll del 10 a l'As.                | Escala Reial    | 4                      |
| 2  | Escala de color              | Straight Flush       | 5 cartes consecutives del mateix coll, sense l'As com a carta alta. | Escala de color | 36                     |
| 3  | Pòquer                       | Four of a kind       | 4 cartes iguals en el seu valor.                                    | Pòquer          | 624                    |
| 4  | Full                         | Full House           | 3 cartes iguals, més altres 2 iguals.                               | Full            | 3.744                  |
| 5  | Color                        | Flush                | 5 cartes del mateix coll sense ser seguides.                        | Color           | 5.108                  |
| 6  | Escala                       | Straight             | 5 cartes seguides de colls diferents.                               | Escala          | 10.200                 |
| 7  | Trio                         | Three of a kind      | 3 cartes iguals en el seu valor.                                    | Trio            | 54.912                 |
| 8  | Doble Parella                | Two Pairs            | 2 parells de cartes iguals en el seu valor.                         | Doble parella   | 123.552                |
| 9  | Parella                      | One Pair             | 2 cartes iguals.                                                    | Parella         | 1.339.728              |
| 10 | Carta més alta               | High Card            | Guanya qui té la carta més alta.                                    | Carta més alta  | 1.302.540              |

## Programes d'ordinador
Investigadors de la Universitat d'Alberta, de la Universitat Carnegie Mellon i de la Universitat d'Auckland, entre d'altres, han desenvolupat una varietat de jocs de pòquer per ordinador.
En un article de gener de 2015 publicat a la revista Science, un grup d'investigadors principalment de la Universitat d'Alberta van anunciar que «principalment havien resolt de forma feble» el límit del pòquer a cara destapada del Texas Hold 'em amb el seu desenvolupament del bot Cepheus. Els autors afirmaven que Cepheus perdia a tot estirar 0.001 blinds grans per joc de mitjana contra el pitjor dels seus contrincants, i que l'estratègia era doncs tan «propera a l'òptima» que «no es pot superar amb de forma estadísticament significativa en una vida humana jugant a pòquer.»